# Cordeirópolis
Cordeirópolis es un municipio brasileño del estado de São Paulo. Se localiza a una latitud 22°28′55″ sur y a una longitud 47º27'24" oeste, estando a una altitud de 668 metros. Su población estimada en 2004 era de 19 773 habitantes.
Posee un área de 137,3 km². 

## Administrativo
Prefecto: Carlos César Tamiazo (2009/2012) 

Vice: Amarildo Zorzo 

Presidente de la Cámara: Prof º Wilson José Diório

## Demografía
Datos del censo - 2007
Población total: 19.309
- Urbana: 16.068
- Rural: 1.523
- Hombres: 8.796
- Mujeres: 10.513

Densidad demográfica (hab./km²): 128,12
Expectativa de vida (años): 76,82
Tasa de fertilidad (hijos por mujer): 2,06
Tasa de alfabetización: 93,28%
Índice de Desarrollo Humano (IDH-M): 0,835
- IDH-M Salario: 0,759
- IDH-M Longevidad: 0,864
- IDH-M Educación: 0,881

(Fuente: IPEADATA)

## Hidrografía
- Arroyo Tatu
- Arroyo São Francisco

## Transportes
Carretera Washington Luís 

Carretera de los Exploradores 

Carretera Anhanguera 

Carretera Dr. Cássio de Freitas Levy Cordeirópolis - Limeira 

Carretera Constante Peruchi Cordeirópolis - Río Claro 

Carretera Juán Peruchi Cordeirópolis - Barrio del Cascalho 

## Religión
El Cristianismo está presente en la ciudad de la siguiente manera:

### Iglesia Católica
La iglesia católica del municipio forma parte de la diócesis de Limeira.

### Iglesia Protestante
En la ciudad están presentes las más diversas creencias evangélicas, principalmente pentecostales, incluidas las Asambleas de Dios de Brasil (la iglesia evangélica más grande del país), Congregación Cristiana, entre otras. Estas denominaciones están creciendo cada vez más en todo Brasil.